# Indicatif régional 604

L'indicatif régional 604 est un indicatif téléphonique régional couvrant le Sud-Ouest de la province de la Colombie-Britannique, au Canada. Plus précisément, cet indicatif couvre les régions suivantes : Sunshine Coast, Lower Mainland, Sea to Sky Country, la vallée du Fraser et la partie inférieure de Fraser Canyon, incluant la ville de Vancouver.
L'indicatif régional 604 fait partie du Plan de numérotation nord-américain.
L'entreprise de services locaux titulaire pour l'indicatif 604 est Telus.

## Historique
Cet indicatif date de 1947 et est l'un des 86 indicatifs originaux du Plan de numérotation nord-américain.
Jusqu’en 1988, l’indicatif 604 desservait Point Roberts, une exclave américaine, située à la pointe sud de la péninsule Tsawwassen dans la grande banlieue de Vancouver. En 1988, Point Roberts a été intégré à l’indicatif 206.
Avant 1997, l'indicatif 604 desservait toute la province de la Colombie-Britannique. En 1997, l’indicatif 604 a été scindé : le Sud-Ouest de la province a conservé l’indicatif 604 alors que le reste de la province a reçu l'indicatif 250.
Le 3 novembre 2001, une portion de la région desservie par l’indicatif 604, le District régional du Grand Vancouver a reçu un nouvel indicatif, l’indicatif 778, qui a été introduit par chevauchement sur l’indicatif 604. Jusqu’en 2007, l’indicatif 778 a desservi le District régional du Grand Vancouver et le District régional de Fraser Valley (les centraux téléphoniques d’Abbotsford et de Mission). L’introduction de l’indicatif 778 par chevauchement a nécessité l’introduction de la signalisation à 10 chiffres dans l’indicatif 604.
Le Conseil de la radiodiffusion et des télécommunications canadiennes (CRTC) a annoncé le 7 juin 2007 que l’indicatif 778 serait étendu à toute la province de la Colombie-Britannique le 4 juillet 2007 pour pallier l’épuisement des numéros de téléphone dans l’indicatif 250, ce qui a forcé l’introduction de la signalisation à 10 chiffres dans toute la province de Colombie-Britannique.
L'indicatif 236 a été réservé pour pallier l'épuisement des numéros de téléphone dans les indicatifs 604,250 et 778. Le plan actuel est d’introduire l’indicatif 236 par chevauchement sur les autres indicatifs le 1er juin 2013.

## Principales villes et indicatifs de central correspondants
- Abbotsford 217 226 302 504 556 557 615 743 744 746 751 752 755 756 768 832 850 851 852 853 854 855 859 864 870

- Agassiz-Kent-Harrison Hot Springs 796

- Aldergrove 308 309 607 613 614 624 625 626 627 807 825 835 856 857 866 897 996

- Anmore 461 469

- Boston Bar 867

- Île Bowen 947

- Burnaby 250 290 291 292 293 294 296 297 298 299 311 312 327 328 341 412 419 420 421 422 430 431 432 433 434 435 436 437 438 439 444 450 451 453 454 456 473 570 571 610 611 612 619 803 880

- Chehalis 796

- Chilliwack 316 378 391 392 393 407 490 701 702 703 784 791 792 793 794 795 798 799 819 823 824 843 845 846 847 858 991 997

- Cloverdale 574 575 576 577 579

- Coquitlam 931 936 939

- Delta 940 943 946 948 952 963

- Gibsons 840 865 885 886 887

- Hope 201 206 712 749 750 860 869

- Langley, la ville et le district 455 508 509 513 514 530 532 533 534 539 546 757 881 882 888 994

- Maple Ridge 460 462 463 465 466 467

- Mission 286 287 289 814 820 826

- New Westminster 200 202 209 237 245 306 351 357 374 375 376 377 395 512 515 516 517 518 519 520 521 522 523 524 525 526 527 528 529 537 540 545 551 616 617 636 759 760 761 762 763 764 765 766 777 787 788 805 808 813 818 822 828 833 838 862 868 878 889 908 920

- North Vancouver, y compris la cité et le district 210 903 904 914 924 929 960 973 980 981 982 983 984 985 986 987 988 990 995 998

- Pender Harbour 883

- Pitt Meadows 458 460 465

- Port Coquitlam 464 468 471 472 552 554 927 941 942 944 945

- Port Moody 461 469 917 931 933 934 936 937 939 949

- Powell River 208 223 344 413 414 483 485 486 487 489 578

- Richmond 204 207 214 227 231 232 233 234 241 242 244 246 247 248 249 270 271 272 273 274 275 276 277 278 279 284 285 288 295 303 304 448 821

- Roberts Creek See Gibsons

- Sechelt 740 741 747 989 885

- Squamish 213 389 405 567 815 848 849 890 892 898 919

- Surrey est divisé en trois centres d'appels locaux :
  - Newton 501 502 507 543 547 561 562 572 573 590 591 592 594 595 596 597 598 599 635
  - Whalley 495 496 497 580 581 582 583 584 585 586 587 588 589 634 930 951 953 954 955 957
  - White Rock 305 531 535 536 538 541 542 548

- Vancouver 205 215 216 218 219 220 221 222 224 225 228 230 235 240 250 251 252 253 254 255 257 258 261 263 264 266 267 268 269 280 282 290 291 292 293 294 296 297 298 299 301 307 312 313 314 315 317 318 319 320 321 322 323 324 325 326 327 328 329 331 333 334 335 336 338 339 340 341 343 345 346 347 348 349 353 354 355 356 360 361 362 363 364 365 366 367 368 369 379 398 401 403 404 408 412 415 417 418 419 420 421 422 424 430 431 432 433 434 435 436 437 438 439 440 441 442 443 444 445 446 450 451 453 454 456 473 482 484 488 500 505 506 559 563 565 566 568 570 571 601 602 603 605 606 608 609 612 618 619 620 622 623 628 629 630 631 632 633 637 638 639 640 641 642 643 644 645 646 647 648 649 650 651 652 653 654 655 656 657 658 659 660 661 662 663 664 665 666 667 668 669 671 675 676 677 678 680 681 682 683 684 685 686 687 688 689 690 691 692 693 694 695 696 697 699 704 707 708 709 710 713 714 715 716 717 718 719 720 721 722 723 724 725 726 727 728 729 730 731 732 733 734 735 736 737 738 739 742 753 754 757 767 771 773 775 779 780 781 782 783 785 786 789 790 800 801 802 803 806 809 812 816 817 822 827 829 830 831 834 836 837 839 841 842 844 861 871 872 873 874 875 876 877 879 880 891 893 895 899 909 910 915 916 918 928 961 968 970 974 975 977 978 979 992 999

- West Vancouver 229 758 912 913 920 921 922 923 925 926

- Whistler 203 388 400 402 698 902 905 906 907 932 935 938 962 964 965 966 967 972

- Yale 863